# Medonosy
Obec Medonosy (pomnožný tvar mužského rodu neživotného, německy Medonost) se nachází v okrese Mělník, kraj Středočeský. Žije zde 154 obyvatel.
Ve vzdálenosti 8 km západně leží město Štětí, 14 km jižně město Mělník, 18 km západně město Roudnice nad Labem a 23 km severně město Česká Lípa. Obcí protéká Liběchovka, jeden z důležitých potoků na území Chráněné krajinné oblasti Kokořínsko – Máchův kraj.

## Historie
První písemná zmínka o obci pochází z roku 1352. K 1. lednu 2014 zde žilo 139 obyvatel.
Po třicetileté válce se do vylidněné obce stěhovali německy mluvící obyvatelé a ještě více se posiloval její německý charakter. Do poloviny 20. století tvořili většinu obyvatel sudetští Němci. Po druhé světové válce byla drtivá většina obyvatel obce vysídlena. Po původních obyvatelích v obci zbyly jen německé náhrobky, dále typická německá lidová architektura severních Čech - hrázděné a roubené chaloupky.

### Územněsprávní začlenění
Dějiny územněsprávního začleňování zahrnují období od roku 1850 do současnosti. V chronologickém přehledu je uvedena územně administrativní příslušnost obce v roce, kdy ke změně došlo:
- 1850 země česká, kraj Česká Lípa, politický okres Dubá, soudní okres Štětí[4]
- 1855 země česká, kraj Litoměřice, soudní okres Štětí
- 1868 země česká, politický okres Dubá, soudní okres Štětí
- 1939 Sudetenland, vládní obvod Ústí nad Labem, politický i soudní okres Dubá[5]
- 1945 země česká, správní okres Dubá, soudní okres Štětí[6]
- 1949 Pražský kraj, okres Roudnice nad Labem[7]
- 1960 Středočeský kraj, okres Mělník
- 2003 Středočeský kraj, okres Mělník, obec s rozšířenou působností Mělník

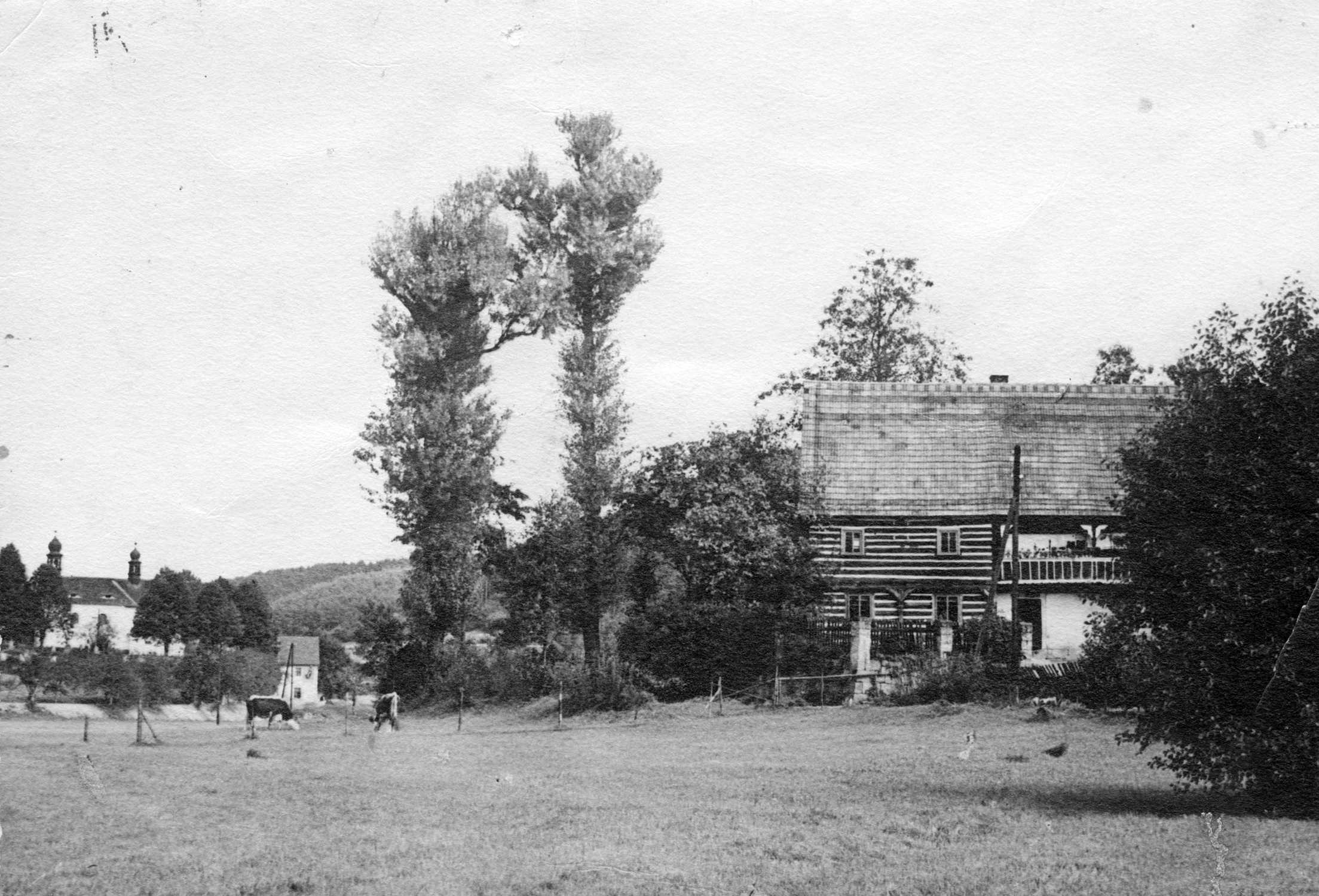
Medonosy v roce 1935

### Rok 1932
Ve vsi Medonosy (něm. Medonost, 360 obyvatel, poštovna, katol. kostel) byly v roce 1932 evidovány tyto živnosti a obchody: pekař, řezník, holič, 2 hostince, obchod se smíšeným zbožím, velkostatek Homolka, obchod s dřívím Kramer, mlýn Kramer, pila Kramer, 2 obuvníci, Spar- und Darlehenskassenverein in Medonost, 2 trafiky.
V obci Chudolazy (125 obyvatel, poštovna, samostatná obec se později stala součástí Medonos) byly v roce 1932 evidovány tyto živnosti a obchody: hostinec, mlýn, krejčí, trafika.

## Pamětihodnosti
- Kostel svatého Jakuba Staršího
- Socha svaté Ludmily
- Vodní mlýn v Osinaličkách

## Osobnosti
- Erwin Rutte (14. února 1923 v Medonosích – 10. ledna 2007), německý geolog a paleontolog, který se zabýval především regionální geologií Bavorska
- Lev Uhlíř (7. 8. 1897 v Horním Jelení u Holic – 21. 9. 1974 v Medonosích), úředník, pěvec a autor (básně, hra, prózy)

## Části obce
- Medonosy
- Chudolazy
- Nové Osinalice
- Osinalice
- Osinaličky

## Doprava
Dopravní síť
- Pozemní komunikace – Obcí prochází silnice I/9 Zdiby - Mělník - Medonosy - Česká Lípa - Rumburk.
- Železnice – Železniční trať ani stanice na území obce nejsou.

Veřejná doprava 2012
- Autobusová doprava – Obcí projížděly dálkové autobusové linky Praha-Jablonné v Podještědí, Nový Bor-Česká Lípa-Praha a Jablonné v Podještědí-Doksy-Dubá-Mělník-Praha. V obci zastavovala v pracovních dnech autobusová linka Mělník-Želízy-Vidim (v pracovních dnech 2 spoje) (dopravce ČSAD Střední Čechy, a. s.).

## Turistika
Územím obce vede turistická trasa  Tupadly - Nové Osinalice - Rač - Rozprechtice.

## Galerie

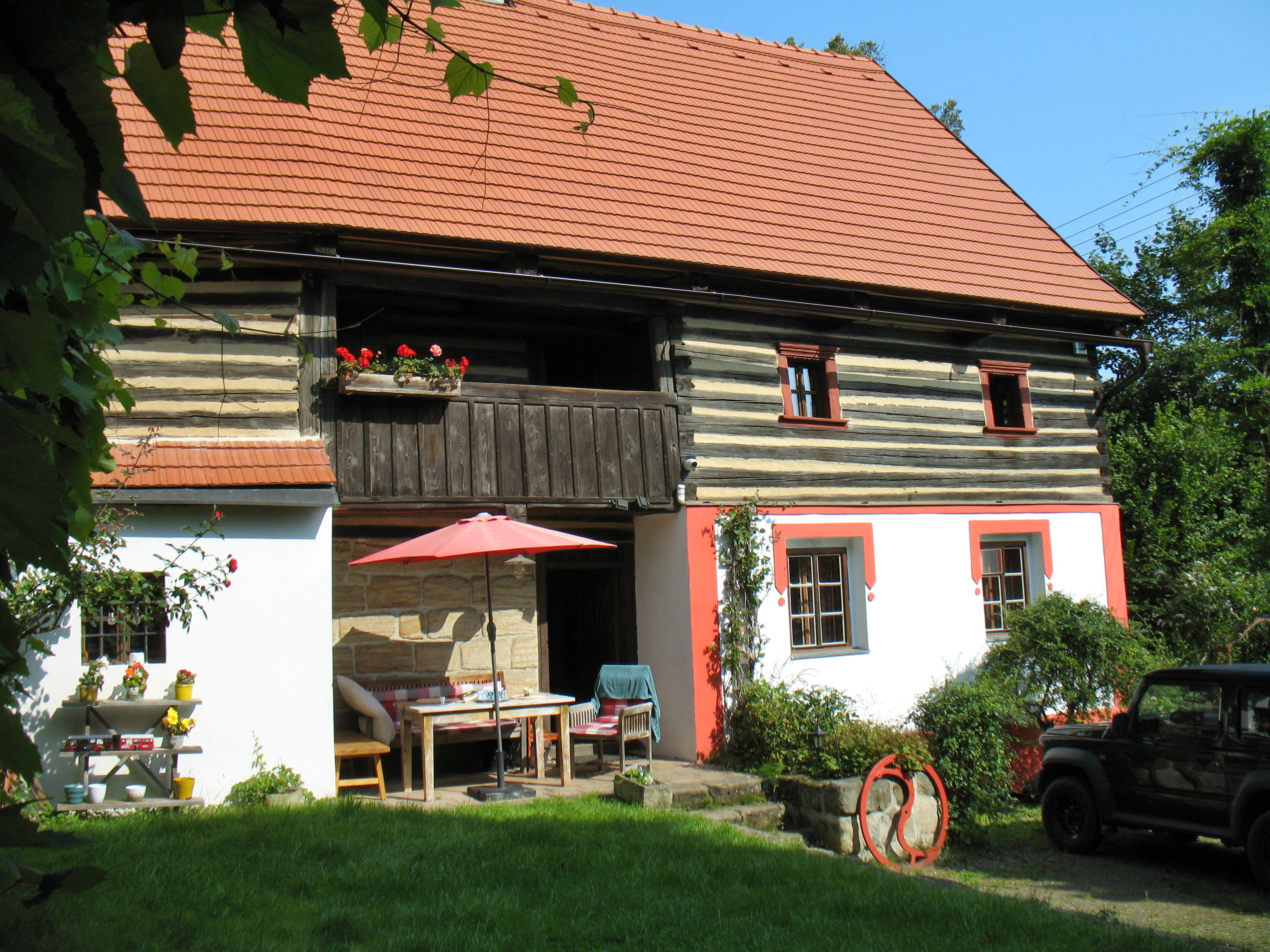
Památkově chráněná usedlost čp. 15
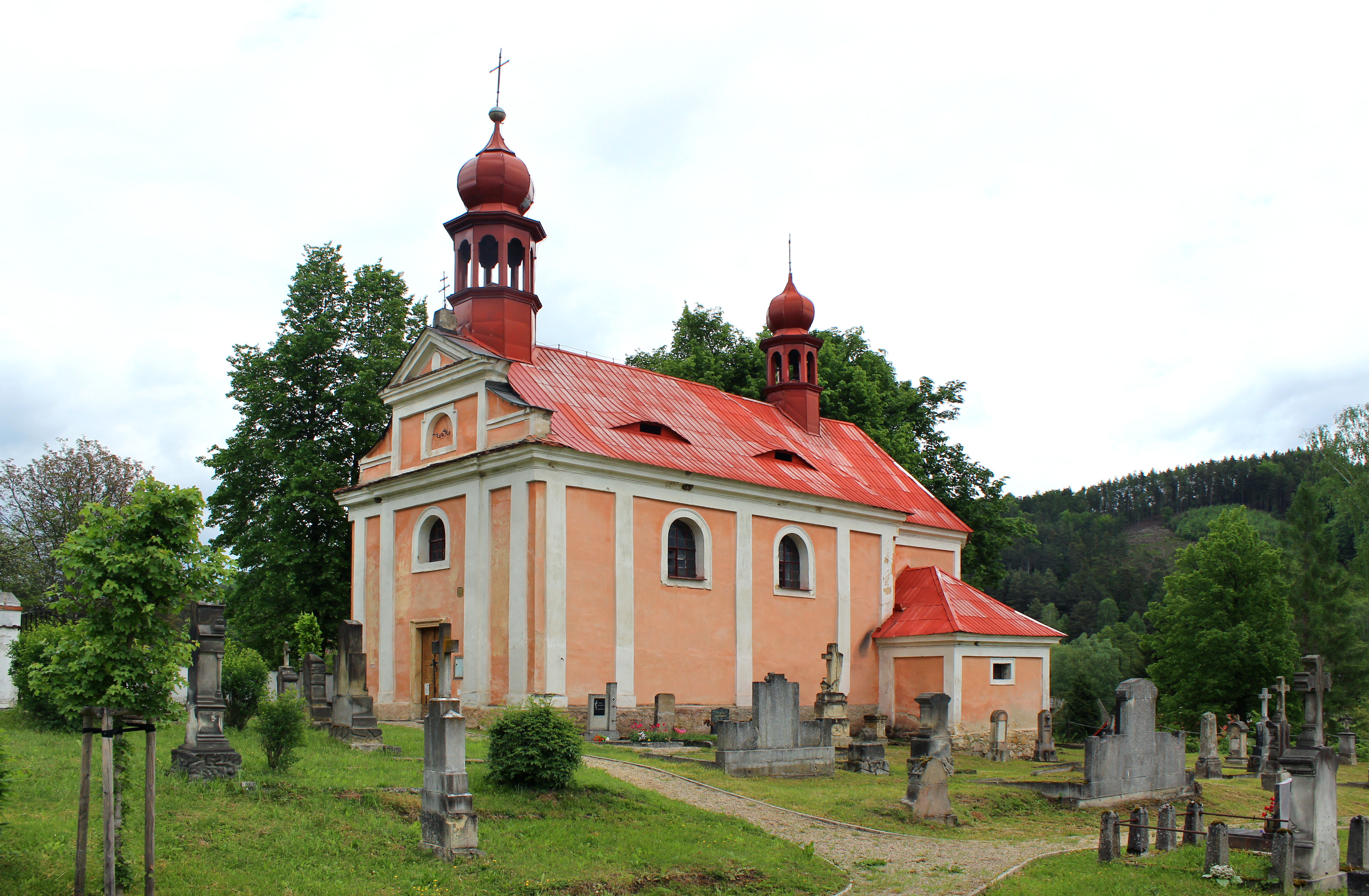
Kostel sv. Jakuba
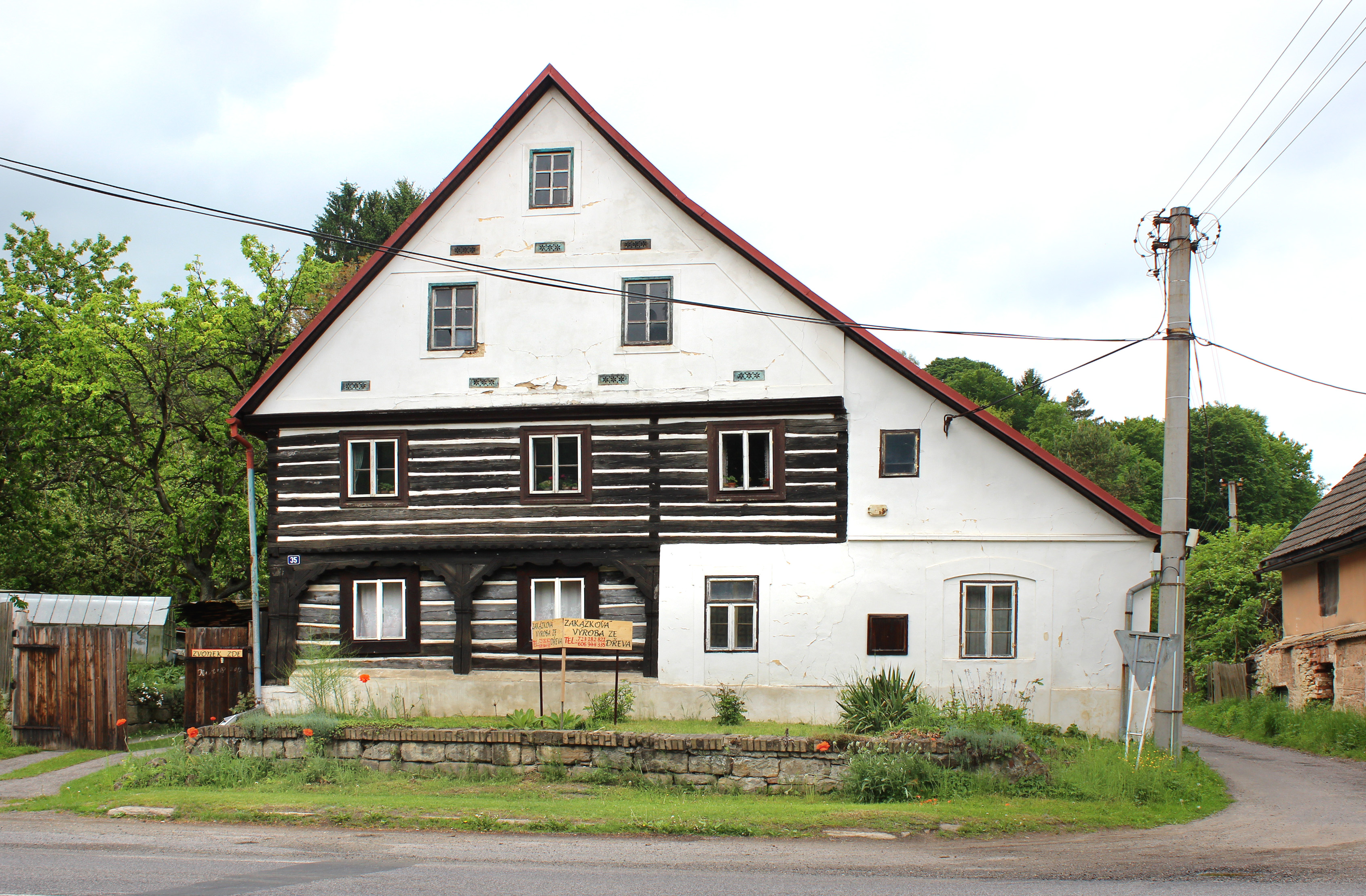
Roubený patrový dům u hlavní silnice
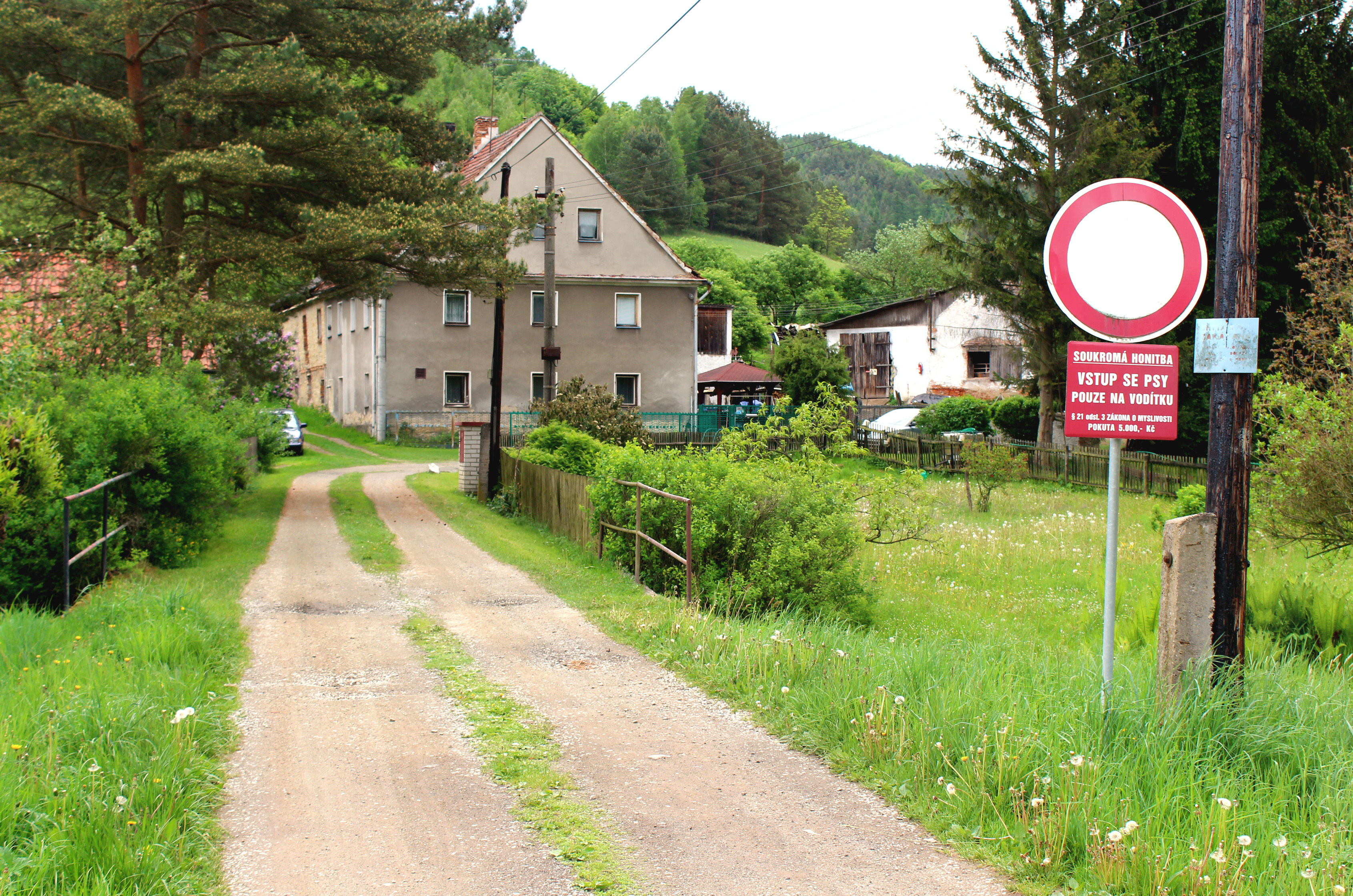
Východní část vesnice
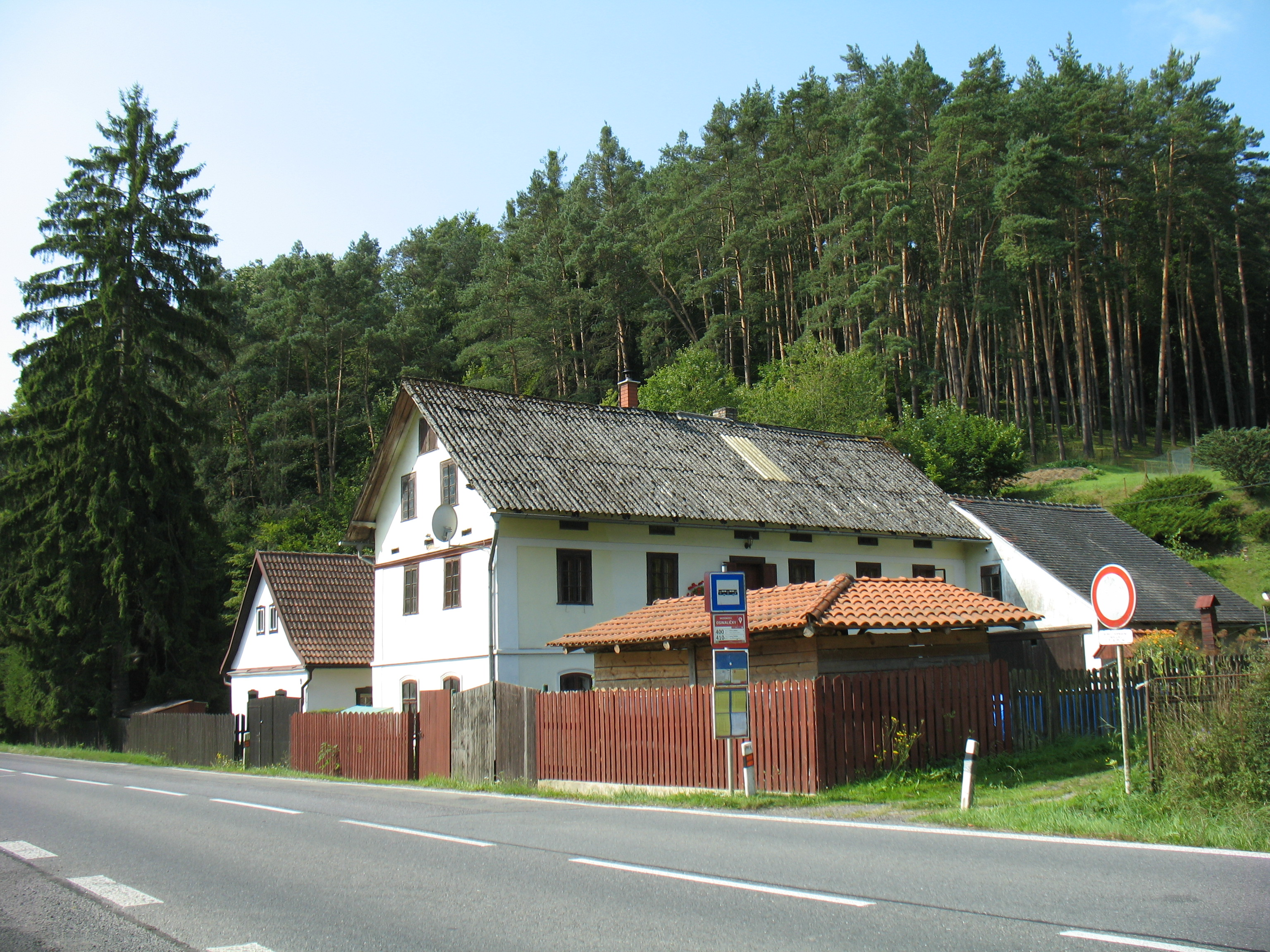
Autobusová zastávka Medonosy, Osinaličky